# تریومف اسپرینت ۹۰۰
تریومف اسپرینت ۹۰۰ (به انگلیسی: Triumph Sprint 900) یک موتورسیکلت اسپرت بریتانیایی بود که توسط کمپانی تریومف از سال ۱۹۹۱ تا ۱۹۹۸ در کارخانه آنها در هینکلی تولید شد. اسپرینت ۹۰۰ از یک انجین ۸۸۵ سی‌سی سه سیلندر با قدرت ۹۲ اسب بخار استفاده می‌کرد.